# John Keister
John Keister (Manchester, 11 novembre 1970) è un allenatore di calcio ed ex calciatore sierraleonese, di ruolo centrocampista.

## Biografia
Sia lui che i suoi due fratelli maggiori sono nati in Inghilterra, salvo poi fare ritorno in Sierra Leone quando ancora erano bambini.

## Carriera

### Giocatore

#### Club
Pur essendo nato in Inghilterra esordisce tra i professionisti nel campionato della Sierra Leone con il Tigres nel 1992; nel 1993 si trasferisce al Walsall, club della quarta divisione inglese, con il quale nel corso della stagione 1993-1994 realizza una rete in 22 partite di campionato; l'anno seguente gioca invece 11 partite, contribuendo alla promozione in terza divisione dei Saddlers. Tra il 1995 ed il 1999 gioca poi in questa categoria sempre con il Walsall: se nelle prime due stagioni gioca con buona regolarità (21 e 36 presenze rispettivamente), nella stagione 1997-1999 gioca 13 partite, venendo impiegato invece in sole 2 occasioni (anche a causa di un grave infortunio) nel corso del campionato 1998-1999 ed in una sola occasione (l'8 ottobre 1999, nella vittoria casalinga per 1-0 contro il Birmingham City) nella stagione 1999-2000 (trascorsa in seconda divisione), durante la quale lascia il club dopo complessive 106 presenze e 2 reti in partite di campionato nell'arco di sei stagioni e mezzo, scendendo in quarta divisione, al Chester City: dopo una sola stagione, in cui gioca 10 partite senza mai segnare (arrivando però nel club l'8 gennaio 2000), lascia anche questo club (peraltro retrocesso al di fuori della Football League, in quinta divisione) per accasarsi allo Shrewsbury Town. La sua militanza con gli Shrews dura però pochi mesi: dopo 8 presenze in quarta divisione lascia infatti il club per trasferirsi ai semiprofessionisti dello Stevenage e, dopo pochi mesi, a quelli del Margate, con cui vince la Southern Football League (sesta divisione), contribuendo al successo con 3 reti in 10 presenze. Disputa poi tre stagioni consecutive in quinta divisione con il Margate (74 presenze ed 8 reti totali), con cui dalla stagione 2004-2005 gioca nel neonato campionato di Conference South (che insieme alla a sua volta neonata Conference North costituiva il nuovo sesto livello del campionato inglese) per una stagione, in cui gioca 35 partite, e per una stagione nuovamente in Southern Football League (nel frattempo diventata settima divisione), con complessive 34 presenze. Nell'estate del 2006 lascia dopo cinque stagioni e mezzo (con 186 presenze e 22 reti totali in incontri di campionato) il Margate per andare a giocare al Dover Athletic, con cui dopo aver trascorso una stagione in ottava divisione (Isthmian League Division One South) vince due campionati consecutivi tra il 2007 ed il 2009, terminati i quali lascia il club per fare ritorno al Margate, con cui trascorre un ulteriore biennio giocando in settima divisione per poi ritirarsi al termine della stagione 2010-2011.
In carriera ha totalizzato complessivamente 134 presenze e 2 reti nei campionati della Football League.

#### Nazionale
Ha esordito in nazionale il 26 aprile 1997, in una partita di qualificazione ai Mondiali del 1998 persa per 1-0 in casa contro il Marocco; torna a giocare in nazionale quasi tre anni dopo, nel 2000: tra l'aprile ed il luglio di quest'anno infatti gioca 3 partite di qualificazione ai Mondiali del 2002. Tra l'aprile ed il maggio del 2001 gioca poi ulteriori 2 partite di qualificazione ai Mondiali del 2002, mentre tra il settembre e l'ottobre del 2004 gioca 2 partite nelle qualificazioni alla Coppa d'Africa del 2004, arrivando così ad un totale di 8 presenze in carriera con la nazionale sierraleonese, spalmate su complessivi sette anni e tutte in partite ufficiali.

### Allenatore
Durante la sua permanenza al Walsall per un breve periodo ha allenato la formazione Under-13 del club. Dal 2007 al 2009, mentre giocava al Dover Athletic, è anche stato contemporaneamente vice di Andy Hessenthaler (che allenava il club oltre ad esserne giocatore). Nel 2009, appena ritornato al Margate, per alcuni mesi è anche stato oltre che giocatore anche vice allenatore del club. Successivamente ha lavorato come collaboratore tecnico nelle nazionali giovanili Under-17 ed Under-23 della Sierra Leone.
Dal 2017 al 2019 ha allenato la nazionale sierraleonese, per poi dopo un periodo agli East End Lions (club della prima divisione sierraleonese) tra il 2019 ed il 2020 tornare nuovamente a ricoprire il medesimo incarico a partire dal 2020. Durante questa seconda esperienza conquista anche la qualificazione alla Coppa d'Africa 2021, che si conclude con un terzo posto nella fase a gironi ed un bilancio di 2 pareggi ed una sconfitta in 3 partite giocate.
Nel 2023 lascia la nazionale e diventa allenatore dei Bo Rangers, club campione in carica del campionato della Sierra Leone.

## Palmarès

### Giocatore

#### Competizioni nazionali
- Southern Football League: 1

Margate: 2000-2001
- Isthmian League: 1

Dover Athletic: 2008-2009

#### Competizioni regionali
- Birmingham Senior Cup: 1

Walsall: 1993-1994
- Kent Senior Cup: 3

Margate: 2002-2003, 2003-2004, 2004-2005
- Isthmian League Division One South: 1

Dover Athletic: 2007-2008

### Allenatore

#### Competizioni nazionali
- Premier League (Sierra Leone): 1

East End Lions: 2019